# Imprensa alternativa na ditadura militar brasileira
Durante a ditadura militar brasileira, a imprensa alternativa foi um espaço importante de crítica ao governo, divulgando denúncias e promovendo o debate nas organizações de esquerda, por meio de humor, análise política ou informação. A mídia alternativa teve um papel fundamental de oposição e resistência à ditadura no Brasil.

## História

### Contexto
A imprensa considerada de esquerda, comunista, socialista e nacionalista sofreu repressão logo após o Golpe de 1964, com alguns jornais e revistas deixando de circular imediatamente. Por exemplo, o Última Hora, de Samuel Wainer, jornal de grande repercussão, nacionalista e de apoio ao Governo João Goulart, foi empastelado e entregue a grupos jornalísticos golpistas. A grande maioria dos meios de comunicação, seja a televisão, rádio ou a mídia escrita, apoiou a ditadura, submetendo-se aos ditames da censura oficial e dos patrões. Entretando, a imprensa liberal-conservadora que deu sustentação ao golpe, cerca de quatro anos depois, também se submeteu à censura, até mesmo os conservadores O Estado de S. Paulo e Tribuna da Imprensa, que foram duramente censurados, principalmente a partir de 1970.
Além da censura, a ditadura também recorreu à pressão econômica a órgãos e empresas que não aderiram ao regime. Por exemplo, a rede de televisão de maior audiência da época, a TV Excelsior, foi fechada, devido ao apoio do canal ao governo Goulart. Seus equipamentos e instalações foram entregues à então recente Rede Globo. Apoiada por capital dos Estados Unidos e por farta publicidade oficial, a emissora viria a ser a porta-voz oficiosa da ditadura. Além disso, o jornal liberal Correio da Manhã, do Rio de Janeiro, que apoiou o regime num primeiro momento mas logo se tornou crítico, foi fechado e sua proprietária, Niomar Moniz Sodré, presa.

### Popularidade
O nome "imprenas alternativa" foi usado pela primeira vez no Brasil em 1976 por Alberto Dines na Folha de S.Paulo para descrever os jornais da Inglaterra que faziam oposição aos tabloides. O primeiro jornal brasileiro considerado da imprensa alternativa foi o Pif Paf. Inicialmente eles eram chamados de "nanicos" pelo formato físico reduzido, imaturidade e o pequeno alcance dos jornais. O termo entrou em desuso após o sucesso editorial de jornais como O Pasquim.
Diversos jornalistas esquerdistas, que não queriam trabalhar para os grandes jornais comerciais devido à falta de liberdade de expressão, se organizaram para fundar pequenos jornais, geralmente em formato tabloide e mais baratos, podendo conter matérias tanto humorísticas contra o regime quanto análises políticas aprofundadas. Tais jornais formaram a chamada imprensa alternativa. Sua popularidade cresceu em poucos anos, chegando a existir centenas de jornais, ao menos 150 mais representativos, que se espalharam por todo o país. Vários jornais, revistas, boletins, panfletos e cartazes eram produzidos em outros países por exilados e seus apoiadores, em países como França, Itália, Portugal e Estados Unidos.

### Declínio
A ditadura passou a recuar, com a anistia, a volta dos líderes da oposição que estavam exilados, as grandes greves de trabalhadores, a reorganização partidária, e a reanimação dos movimentos populares. A mudança no cenário político foi rápida. A nova conjuntura já não demandava jornais generalistas, e cada partido ou tendência tratava de produzir órgãos de comunicação de massas com suas próprias propostas. Sendo assim, entre 1979 e 1981, a imensa maioria dos jornais da imprensa alternativa deixaram de existir. A grande imprensa logo recuperou sua hegemonia diante do público.
Outro fator que resultou no declínio da imprensa alternativa foi uma onda de atentados a bancas de jornal, que amedontrou os jornaleiros que vendiam publicações de esquerda.
Ao fim da Ditadura, mais de 160 jornais da imprensa alternativa foram publicados.

## Lista
A seguir estão alguns jornais e revistas da imprensa alternativa na época.
- Pif Paf (1964)
- Realidade (1966—1976)
- O Sol (1967—1968)
- O Pasquim (1969—1991)
- Opinião (1972—1977)
- Coojornal (1974—1983)
- Jornal da Amazônia (1975)
- Movimento (1975—1981)
- Varadouro (1977—1981)
- O Lampião da Esquina (1978—1981)
- Rádio Rural
- Folha da Semana
- Poder Jovem
- Amanhã
- O Grilo
- Balão
- De Fato
- Repórter
- Resistência
- Maria Quitéria
- Batente
- Avesso
- Linha de Montagem
- Artiação
- O Zero
- Livrornal
- Paneiro
- Carta Geral
- Dos Confins da Terra
- O Jornalista
- Samizdat
- Bandeira 3
- Conceição do Araguaia
- Mensageiro
- Nanico
- Lamparina
- O Artista
- Arca
- Espaço Científico
- CLA Informa
- Experimento
- Teto e Chão
- Barca
- Cupim
- Grito da PA 150
- O Mandi
- Ouriço
- Folha do Povo
- Barranco